# Queugne
Die Queugne ist ein Fluss in Frankreich, der in den Regionen Auvergne-Rhône-Alpes und Centre-Val de Loire verläuft. Sie entspringt im Gemeindegebiet von Chambérat, entwässert generell in Richtung Nordost durch ein schwach besiedeltes Gebiet und mündet nach rund 28 Kilometern beim Weiler La Queugne, im Gemeindegebiet von Épineuil-le-Fleuriel, als linker Nebenfluss in den Cher. Auf ihrem Weg durchquert die Queugne die Départements Allier und Cher. 
Knapp vor der Mündung unterquert sie den parallel zum Cher verlaufenden Canal de Berry mit Hilfe einer Kanalbrücke, wurde jedoch auch zur Wasserversorgung des Kanals an der ehemaligen Schleuse herangezogen. Heute ist der Kanal nicht mehr in Betrieb und südlich der Kanalbrücke sogar trockengelegt.

## Orte am Fluss
- Chambérat
- Épineuil-le-Fleuriel